# Musca splendens
Musca splendens este o specie de muște din genul Musca, familia Muscidae, descrisă de Adrian C. Pont în anul 1980. Conform Catalogue of Life specia Musca splendens nu are subspecii cunoscute.